# Ehemaliges Pressehaus Düsseldorf

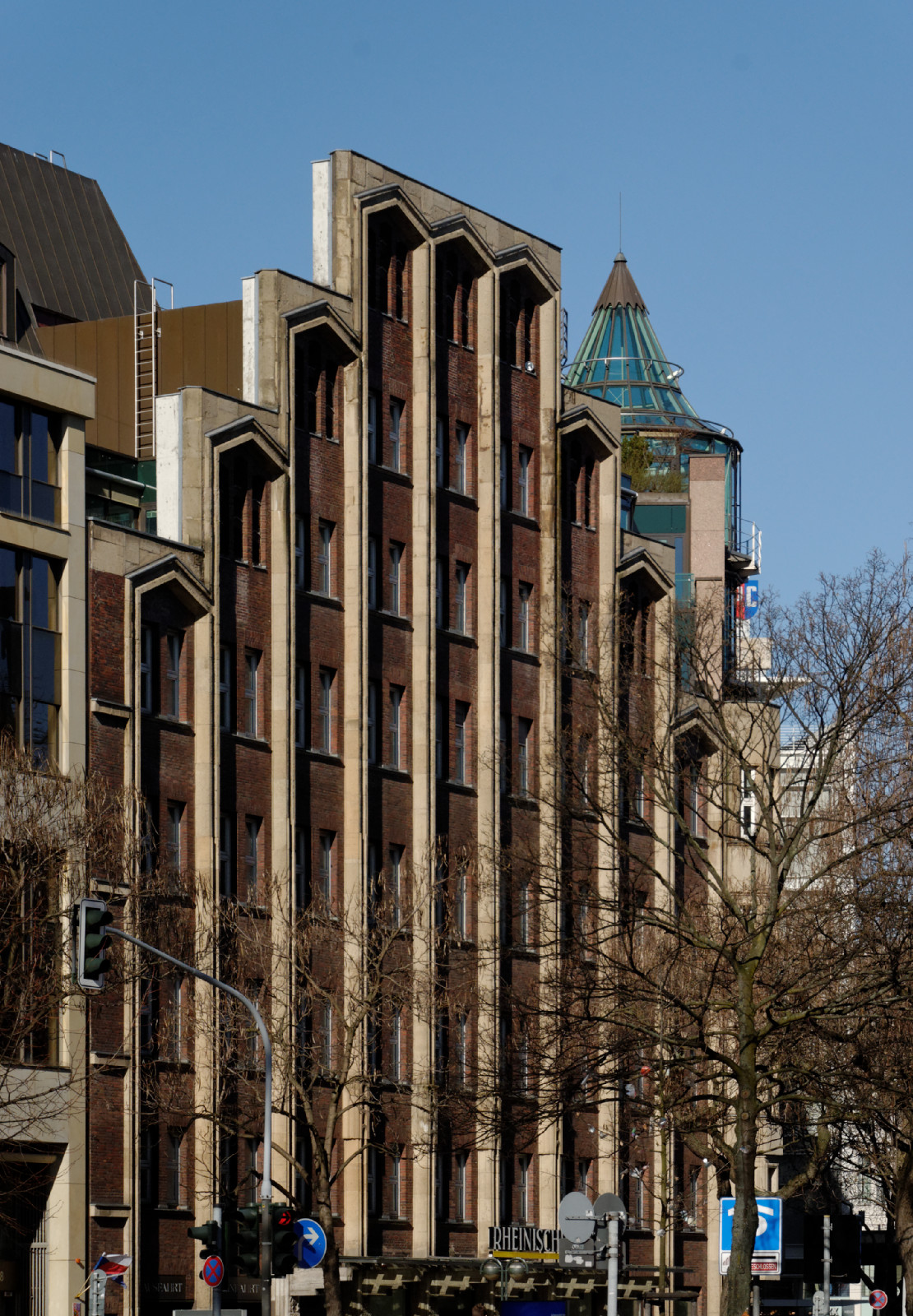
Erhaltene Fassade

Vom ehemaligen Pressehaus Düsseldorf, Martin-Luther-Platz 26 in Düsseldorf, ist nur die unter Denkmalschutz stehende Fassade übrig geblieben.
Das Gebäude im Stil der konservativen Moderne stand in der Tradition norddeutscher Backsteinarchitektur. Im Auftrag der Düsseldorfer Bürohausgesellschaft wurde es 1925/1926 nach Entwürfen der Düsseldorfer Architekten Tietmann & Haake erbaut. Die beiden Obergeschosse bilden einen dreistufigen Blendgiebel. Eine Art Maßwerk in Form von übereinandergestaffelten Blendarkaden durchbricht den Blendgiebel. Der Backsteingiebel wird durch eng gereihte Werksteinpfeiler gegliedert. Das Gebäude wurde im Zweiten Weltkrieg beschädigt, aber wieder aufgebaut.
In der Nachkriegszeit hatte der Wilhelm Knapp Verlag, später als Niederlassung des Droste Verlags, seinen Sitz im Pressehaus.
1990/1994 wurde mit dem Bau der Schadow-Arkaden das Pressehaus endgültig zerstört. Lediglich die denkmalgeschützte Fassade blieb erhalten und wurde in den Neubau integriert.